# جو دومارس
جو دومارس (انگلیسی: Joe Dumars؛ زاده ۲۴ مهٔ ۱۹۶۳) یک بازیکن بسکتبال اهل ایالات متحده آمریکا است.